# IB.Mei
La IB.Mei (assieme all'azienda collegata IB.Mec) è stata un'azienda produttrice di motori elettrici ad induzione per elettrodomestici e per l’industria degli autoveicoli, inaugurata nel 1963 ad Asti. Passata sotto il controllo di diverse multinazionali, è fallita definitivamente nel 2004. Lo stabilimento storico di Strada Pontesuero è attualmente un sito di archeologia industriale.

## Storia
Negli anni '60 la società Becme S.p.A. di Torino individuò nella città di Asti il luogo per insediare il suo nuovo stabilimento produttivo. Questo avvenne anche grazie al contributo economico del comune, che a seguito della firma di una convenzione nel 1963 ottenne dall'azienda l'immediato avvio della produzione in quella che era la sede dell'ex mobilificio San Pietro e l'inizio dei lavori di costruzione del nuovo stabilimento in località Annotto, vicino al casello autostradale Asti est dell'Autostrada A21.
Nel 1964 vennero costituite due società parallele: la IB.Mec nei locali originali della San Pietro e la IB.Mei nel nuovo stabilimento. La IB.Mei si rivelò più impattante sull'economia locale, arrivando ad occupare fino a 960 addetti nel 1966 (contro i 130 della IB.Mei). L’azienda attraversò tre fallimenti: prima come IB.Mei, poi quelli delle multinazionali che ne acquisirono la proprietà. Il dissesto della società spagnola Fme nel 2001 ed il definitivo crack della Hlt nel 2004 ne sancirono la definitiva chiusura.
L’immobile andò incontro ad anni di abbandono, rimanendo nel bilancio della società spagnola che ha respinto delle offerte di acquisto. Il capannone, inoltre, risulta avere importanti strutture in eternit. Lo stabilimento storico è ora al centro di un piano di sviluppo legato all'archeologia industriale.